# Rhyacophila pendayica
Rhyacophila pendayica là một loài Trichoptera trong họ Rhyacophilidae. Chúng phân bố ở miền Cổ bắc.